# Bloksectie
Een bloksectie (of kortweg blok) is een term dat een gebied op een achtbaan aanduidt tussen twee blokremmen, oftewel plaatsen waar een trein tot stilstand kan worden gebracht. Een "blokrem" betekent letterlijk een rem op het einde van een blok.

## Blokremmen
Alle vormen van remmen die dienen om een trein te stoppen zijn uiteraard blokremmen. Dit kunnen wrijvingsremmen zijn, vinremmen, magnetische remmen... In de praktijk gelden de meeste lifthills ook als blokrem, ondanks dat deze geen feitelijke remmen bevatten. Een lifthill is namelijk wel in staat om een trein te stoppen, wel op voorwaarde dat er een terugrolbeveiliging op aanwezig is. (Bijvoorbeeld Tivoli-banen van Zierer hebben dit niet: als de lifthill stilvalt, rolt de trein achteruit terug tot in het station.)

## Gebruik en werking
De bloksectie is aan te treffen op achtbanen met meerdere treinen of wagens. Duidelijke voorbeelden hiervan zijn achtbanen die niet met treinen maar losse wagens rijden, bijvoorbeeld banen van het type Euro-Fighter, draaiende achtbanen, wildemuis-achtbanen en duikachtbanen. Vaak rijden bij dit soort achtbaan meerdere treinen door elkaar op de baan: als er maar één trein op de baan zou mogen zijn, zou dat een enorm lage capaciteit opleveren.
Specifieke voorbeelden van achtbanen met veel treinen zijn Taron, Big Thunder Mountain, ...

### Principe
Op één bloksectie mag maar één trein aanwezig zijn. Dat betekent dat er zich tussen twee rijdende treinen altijd één remplaats moet bevinden. Het systeem vertoont gelijkenissen met het blokstelsel dat wordt gebruikt bij gewone treinen en spoorwegen.
Dat er tussen elk treintje minstens één remplaats moet zijn, heeft te maken met veiligheid: als er iets gebeurt met het eerste treintje waardoor deze terugkeert of stilstaat, en dus het blok nog niet verlaten heeft op het moment dat de tweede trein het blok wil binnenrijden, moeten de remmen het tweede treintje tegenhouden om een botsing te vermijden. Dit gebeurt allemaal volautomatisch met sensoren en een computersysteem dat in de baan is ingebouwd.
Wanneer een treintje een bloksectie verlaat, spreekt men van een "vrijgegeven" blok en mag het volgende treintje binnenrijden. Op een lifthill, waar geen remmen zijn, wordt de ketting gestopt en blijft de trein vervolgens hangen op de terugrolbeveiliging.

### Concreet voorbeeld
Om met meerdere treinen tegelijk te kunnen rijden op een achtbaan, is het dus noodzakelijk dat een achtbaan ten minste 1 blok meer heeft dan er treinen zijn. 
De Python in de Efteling heeft bijvoorbeeld twee treinen en drie blokken: een trein kan daar namelijk gestopt worden in het station (1), op de lift (2) en op de remmen voor het station (3). De plaats tussen het station en de lift (incluis de lift) is dan blok 1, de baan zelf incluis de remmen voor het station is blok 2 en de plaats tussen de remmen voor het station en het station, incluis de remmen in het station, is dan blok 3. Als bijvoorbeeld trein 1 de lift wil verlaten, moet trein 2 de remplaats vóór het station voorbij zijn. Zodoende bezet trein 2 dus blok 3, en kan trein 1 van blok 1 naar 2 gaan. Staat trein 2 nog op de remmen vóór het station, dan mag trein 1 de lift niet verlaten omdat blok 3 niet vrij is. De kettinglift zal in dat geval dan stilvallen en pas weer in werking treden als de tweede trein blok 3 heeft verlaten.
In de praktijk wordt een trein op de lifthill zelden vastgehouden, omdat blok 1 vrij is van het moment dat trein 1 op de lifthill staat. Trein 2 verlaat dan blok 3 ruim op tijd, nog voordat trein 1 bovenaan de lift is.
Bij achtbanen met veel losse wagens worden doorgaans nog meer blokken toegepast. Lost Gravity in Walibi Holland bijvoorbeeld heeft met maximaal vier treinen zelfs zes blokken.

## The Smiler in Alton Towers
Een ongeluk op 2 juni 2015 op de achtbaan The Smiler in Alton Towers is een duidelijk voorbeeld van het soort ongelukken dat de bloksecties moeten vermijden. Een leegstaand treintje stond stil in een blok, en de volgende trein werd afgeremd alvorens de blok binnen te rijden. Echter waren er al de hele dag problemen met de sensoren van de achtbaan, waardoor een technicus van het park ervan uitging dat dit een valse melding was. De technicus negeerde daarop de veiligheidswaarschuwing en gaf in het computersysteem het blok manueel vrij, waardoor het ongeluk kon gebeuren.